# Перевал Нганг
Перевал Нганг (в'єт. Đèo Ngang, "поперечний перевал") — гірський перевал через хребет Хоаньшон (відгалуження Аннамітів) між  провінціями Куангбінь і Хатінь в регіоні Північ центрального узбережжя В'єтнаму. Перевал має довжину 2560 м при висоті 250 м. Через нього проходить Трансв'єтнамське шосе. 
Також в історичних текстах французькою перевал відомий як Ворота Аннаму (фр. La Porte d'Annam).

## Історія

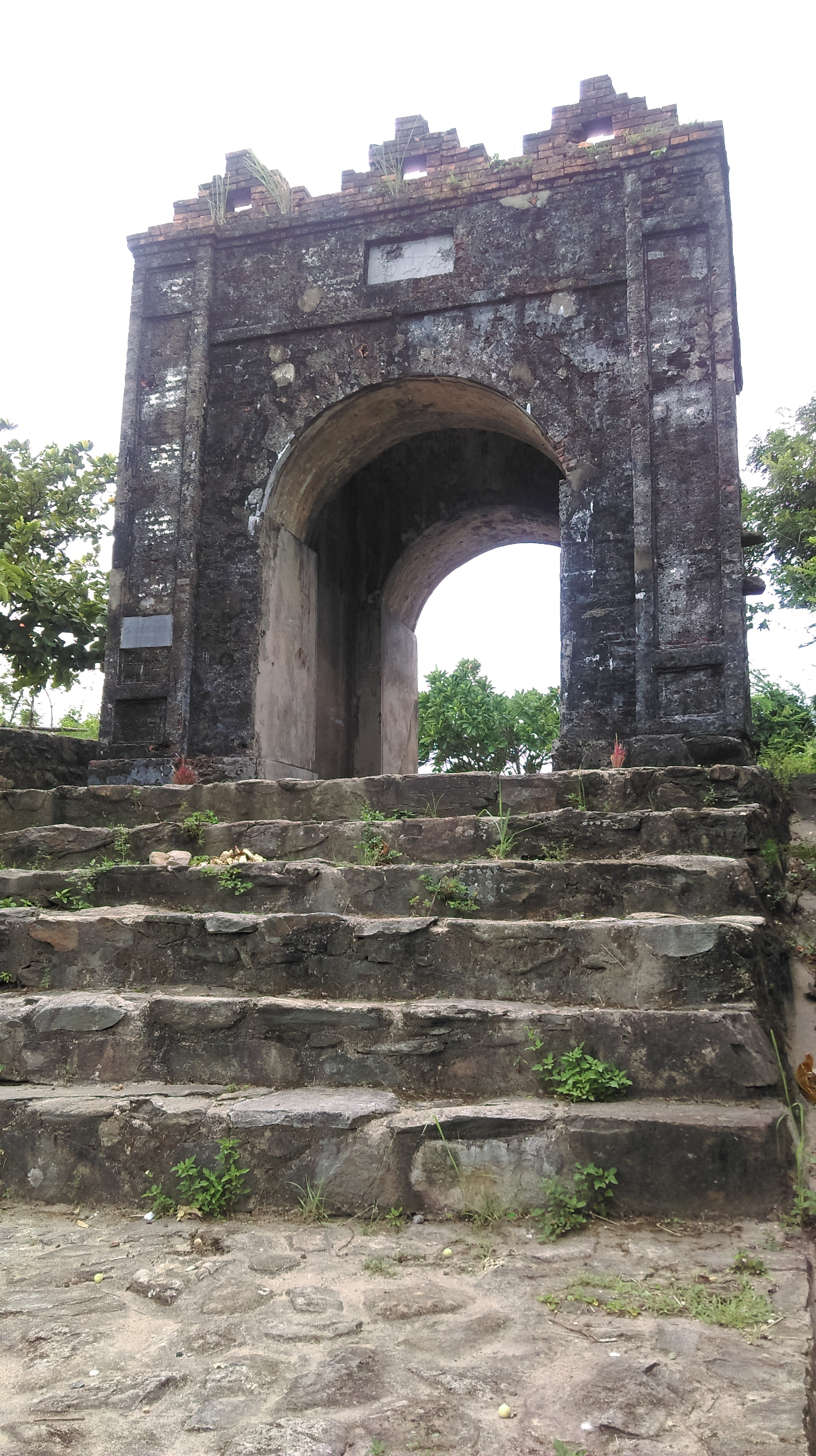
Брама Хоаньшон

Перевал позначав колишній кордон держав Тямпа і Дайв'єт до 15-го століття, коли в'єтнамці рушили на південь і поступово завоювали землі тямів.
Контроль стратегічного перевалу був пріоритетом протягом століть, оскільки вузький прохід можна було легко перекрити. На вершині перевалу Нганг збереглася брама Хоаньшон (в'єт. Hoành Sơn Quan, "ворота Хоаньшон"), ворота з червоної цегли, побудовані останньою династією В’єтнаму Нгуєн, щоб регулювати піший рух через перевал.
Мальовничий перевал також добре відомий у в'єтнамській літературі, його красу оспівували багато письменників, мабуть, найвідомішим є вірш поетеси Ба Гуєн Тхань Куан — Проїжджаючи перевал Нганг.

## XX століття

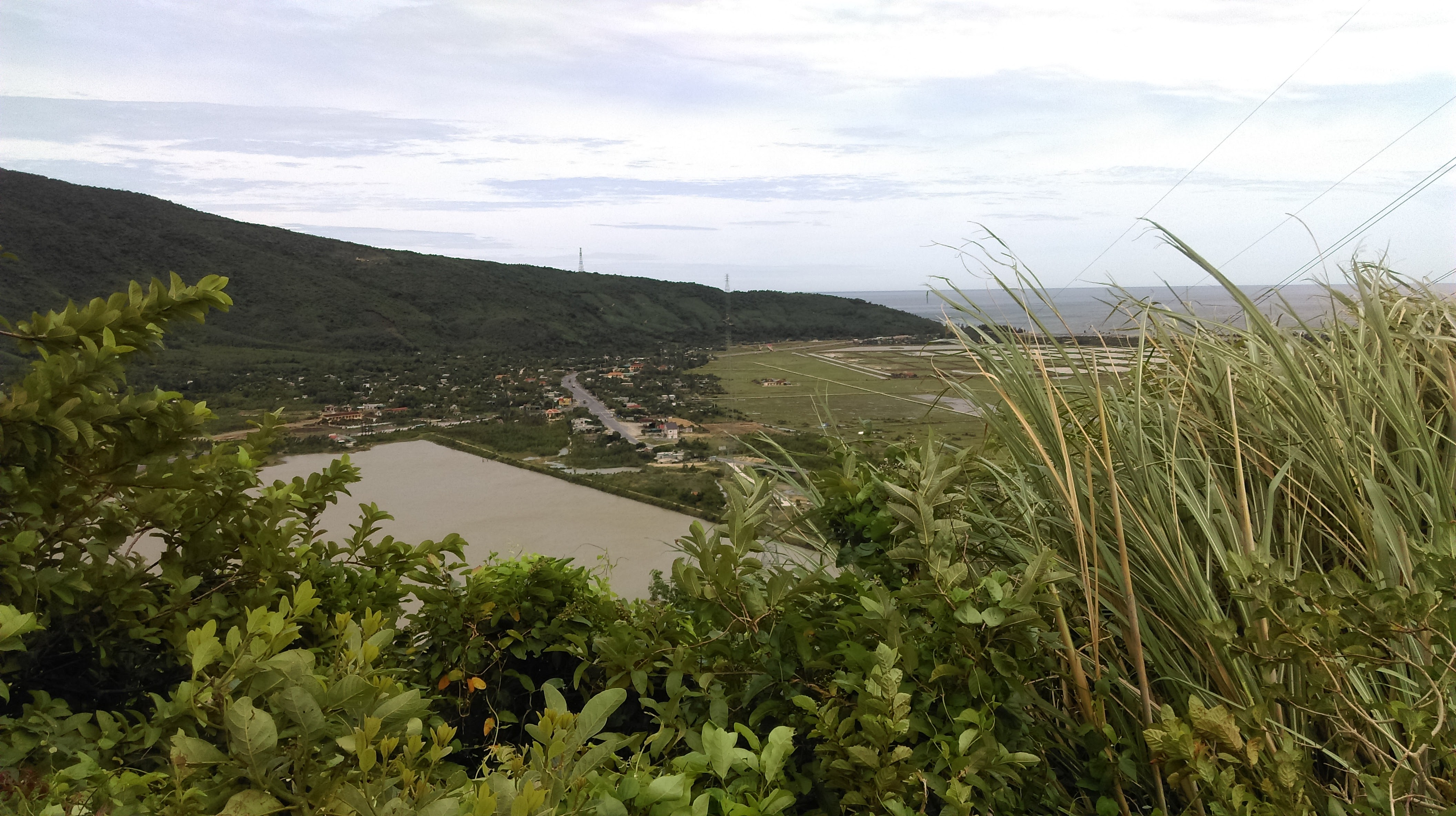
Вид на північ з брами Хоаньшон

Колись перевал був серйозною перешкодою для наземного транспорту через його звивистість і крутість. Зараз сучасний тунель дозволив уникнути підйом, скоротивши час проїзду через перевал і зробивши його безпечнішим. Серпантином, що здирається на перевал, зараз користуються хіба що туристи.

## Див.також
- Перевал Хайван

| В'єтнам | Це незавершена стаття з географії В'єтнаму. Ви можете допомогти проєкту, виправивши або дописавши її. |